# Dorothy Pitman Hughes
Dorothy Pitman Hughes (geboren 2. Oktober 1938 in Lumpkin, Georgia; gestorben 1. Dezember 2022 in Tampa, Florida) war eine afro-amerikanische Feministin, Autorin und Bürgerrechts-Aktivistin, die 1971 zusammen mit Gloria Steinem die feministische Zeitschrift Ms. gründete. Sie war eine wichtige Person der zweiten Welle des Feminismus in den USA.

## Leben

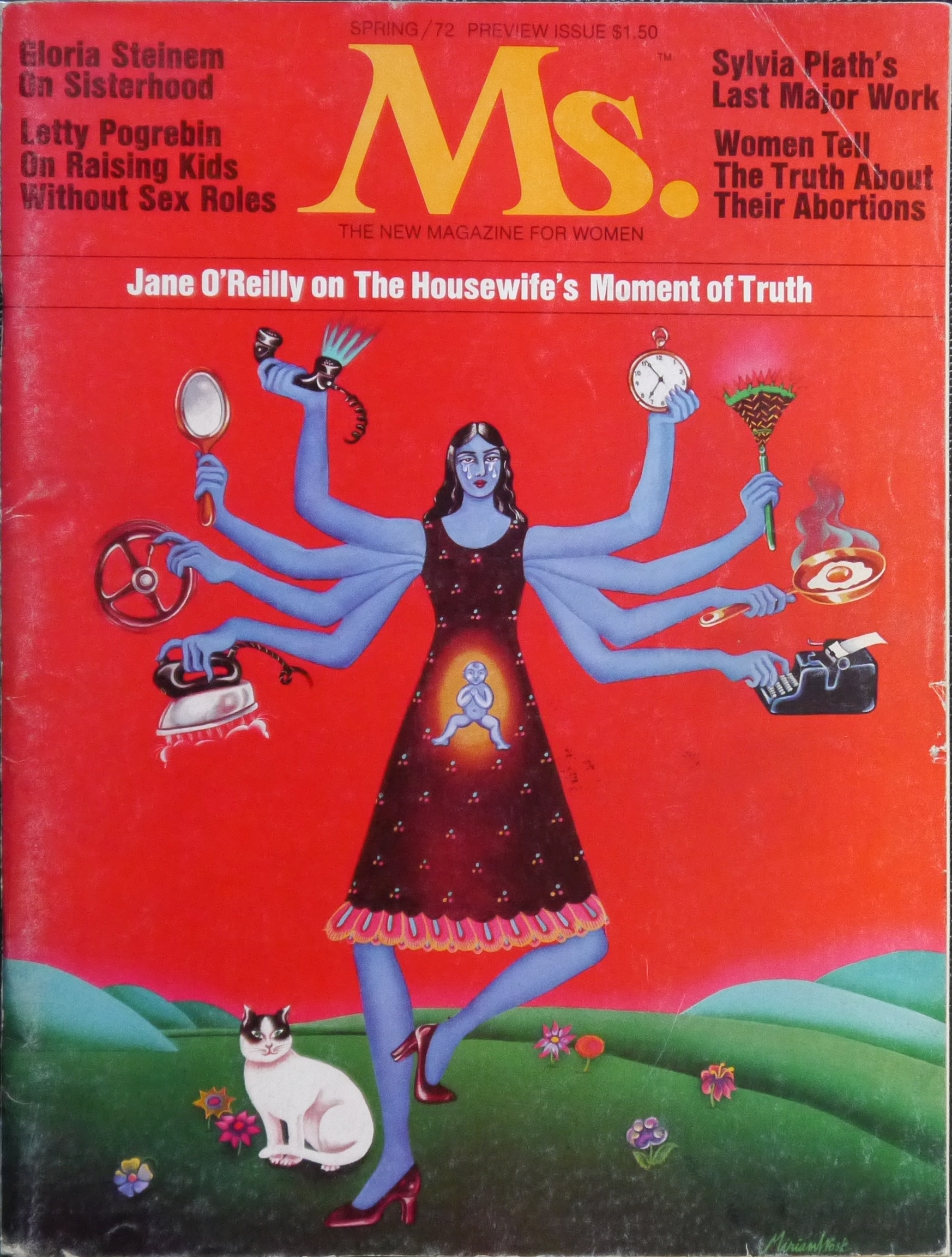
Das Cover der Ms. im Frühling 1972

Dorothy Pitman Hughes wuchs in Georgia auf. Sie erlebte die Zeit der „Rassen“-Segregation und 1948 wurde ihr Vater vermutlich von Mitgliedern des Ku Klux Clans zusammengeschlagen. Sie zog 1957 nach New York, wo sie als Verkäuferin, Putzfrau und Nachtclub-Sängerin arbeitete. In den 1960er Jahren sammelte sie Spenden für inhaftierte Bürgerrechtler. Außerdem gründete die inzwischen dreifache Mutter eine Tagesbetreuung für Kinder jeglicher Herkunft auf der West Side.
Die Journalistin Gloria Steinem schrieb einen Artikel darüber für das New York Magazine, und die beiden Frauen freundeten sich an. Beide traten als feministische Rednerinnen auf Versammlungen im ganzen Land in Erscheinung und gründeten 1971 gemeinsam das feministische Magazin Ms.. Thematische Schwerpunkte waren Lohngerechtigkeit, das Recht auf legale Schwangerschaftsabbrüche und andere frauenrechtliche Themen. 1972 unterschrieb Pitman Hughes bei der Ms.-Kampagne „We Have Had Abortions“ (deutsch: „Wir haben abgetrieben“) für eine Enttabuisierung von Abtreibungen und die reproduktive Freiheit von Frauen.
Pitman Hughes gründete auch einen Zufluchtsort für misshandelte Frauen mit und die New York City Agency for Child Development, ein Kinderhilfswerk, das heute den Namen New York City Administration for Children’s Services trägt. Sie und Steinem gründeten zusammen mit Brenda Feigen die Women’s Action Alliance (WAA), eine Frauenrechtsorganisation, die sich auch für antisexistische und antirassistische Erziehung von Kindern engagierte und von 1971 bis 1997 bestand.
1971 entstand ein ikonisches Schwarz-Weißfoto des Fotografen Dan Wynn für das Esquire Magazine, auf dem Steinem und Pitman Hughes mit gereckten Fäusten posierten, dem Zeichen der Black Panthers.  Das Bild ist Teil der Sammlung der National Portrait Gallery. 2014 reinszenierten die Frauen das Foto.
Pitman Hughes war Dozentin an der Columbia University, am College of New Rochelle und am City College in Manhattan.
In den 1990er Jahren engagierte sie sich für afro-amerikanisches Unternehmertum und sie gründete und leitete von 1997 bis 2007 ein Geschäft für Bürobedarf mit Copy Shop mit dem Namen Harlem Office Supply in New York City. Außerdem arbeitete sie für ein Programm für den wirtschaftlichen Aufschwung Harlems. Sie veröffentlichte die Bücher Wake Up and Smell the Dollars! Whose Inner-City is This Anyway!: One Woman's Struggle Against Sexism, Classism, Racism (2000); I'm Just Saying It Looks Like Ethnic Cleansing: The Gentrification of Harlem (2013); und zusammen mit Ruther Youmans Tyson, Life is About Choices, Not Excuses: The Life of Ruther Youmans Tyson (2014).  In ihrer späteren Wahlheimat Jacksonville, Florida eröffnete sie den gemeinnützigen Gateway Bookstore, co-gründete die wohltätige Organisation Charles Junction Historic Preservation Society und engagierte sich weiterhin sozial für Community Gardening und als Fundraiserin.
Sie starb am 1. Dezember 2022 im Alter von 84 Jahren in Tampa.

## Film
In dem Film The Glorias (2020, Regie: Julie Taymor), der auf den 2015 veröffentlichten Memoiren Steinems mit dem Titel My Life on the Road basiert, wird Dorothy Pitman Hughes von Janelle Monáe gespielt.

## Roman
Ain’t I a woman too? ist der Titel eines Romans über Dorothy Pitman Hughes’ Leben, den die amerikanische Autorin J. R. Schuman 2017 veröffentlichte. Darin erkennt eine Journalistin, die Pitman Hughes interviewt, dass sie trotz des Generationenunterschiedes viele Gemeinsamkeiten mit ihr hat. Pitman Hughes war an der Entstehung des Buchs beteiligt.

## Veröffentlichungen
- Life Is About Choices, Not Excuses: The Life of Ruther Youmans Tyson. DPH Book Publishing, Jacksonville, Fla. 2014, ISBN 978-0-9853641-1-3 (als Herausgeberin)
- I'm Just Saying, It looks Like Ethnic Cleansing: The Gentrification of Harlem. DPH Book Publishing, Jacksonville, Fla. 2012, ISBN 978-0-9853641-0-6.
- Wake Up and Smell the Dollars! Whose Inner-City Is this Anyway!: One Woman's Struggle Against Sexism, Classism, Racism, Gentrification, and the Empowerment Zone. Amber Books, Phoenix, AZ 2000, ISBN 0-9655064-7-9.